# شهرستان کامبرلند (تنسی)
شهرستان کامبرلند، تنسی (به انگلیسی: Cumberland County, Tennessee) یک سکونتگاه مسکونی در ایالات متحده آمریکا است که در تنسی واقع شده‌است.

## خصوصیات
شهرستان کامبرلند ۱٬۷۷۴ کیلومترمربع مساحت دارد.